# Kelloggina brevicornia
Kelloggina brevicornia är en tvåvingeart som först beskrevs av Edwards 1929.  Kelloggina brevicornia ingår i släktet Kelloggina och familjen Blephariceridae. Inga underarter finns listade i Catalogue of Life.